# Ossaea quadrisulca
Ossaea quadrisulca là một loài thực vật có hoa trong họ Mua. Loài này được (Naudin) Wurdack mô tả khoa học đầu tiên năm 1973.